# خان تختي
خان‌ تختي هي قرية في مقاطعة سلماس، إيران. يقدر عدد سكانها بـ 393 نسمة بحسب إحصاء 2016.